# Пластик (фільм)
«Пластик» (англ. Plastic) — британський бойовик, оснований на реальних подіях, режисера Джуліана Ґілбі, створений в співавторстві з Вільямом Ґілбі та Крісом Ховардом. У головних ролях — Едвард Спелірс, Альфі Аллен, Вілл Поултер, Себастіан Де Соуза та Емма Рігбі.
В українському прокаті фільм вийшов 3 липня 2014 року.

## Сюжет
Сюжет засновано на основі правдивої історії. Команда із чотирьох друзів-студентів займається шахрайством з кредитними (пластиковими) картками. Вони шантажують своїх жертв, обкрадаючи та забираючи усі гроші з кредитки. Обікравши не ту людину, хлопці наживають собі серйозного ворога, одного із найвпливовіших мафіозі Лондона. Заручившись підтримкою подруги Сема (Едвард Спелірс)  Френкі (Емма Рігбі), яка працює у елітній кредитній компанії, хлопці повинні зібрати два мільйони фунти стерлінгів, аби мафія дала їм спокій. П'ятірка вирушає у Маямі, аби обікрасти 5 найбагатших клієнтів компанії. Але не все так гладко у стосунках між друзями. Суперечності між друзями, нічні вечірки приводять до того, що кредитку з якої можна було отримати пів мільйона фунтів забирають. Тоді команда вирішує здійснити пограбування відомої на весь світ ювелірної компанії. В разі успіху цієї операції хлопці повернули б борг та ще й чимало залишилось би їм самим, проте мафія слідує за ними...

## Історія
Фільм "Пластик" заснований на основі реальної історії, в якій банда друзів проникла в одну з найбільших кредитних компаній світу і здійснила один із найзухваліших грабежів діамантів в історії Великої Британії.
Сюжет засновано на основі книжки Тері Стоун "Catch Me If You Can meets The Italian Job".

## У ролях
- Едвард Спелірс - Сем
- Альфі Аллен - Єтсі
- Вілл Поултер - Форді
- Себастіан Де Соуза - Рафа
- Емма Рігбі - Френкі
- Ліза Мафія - Келлі
- Малез Джоу - Бет
- Амеллі Берраба - Мішель
- Томас Кречманн - Марсель
- Грем Мактавіш - Стів
- Мем Ферда - Тарек

## Виробництво
6 грудні 2012 року було оголошено про початок проекту. Едвард Спелірс, Альфі Аллен та Вілл Поултер уже були затверджені на головні ролі у фільмі, сценарій до якого написали Крістофер Ховард, Джуліан Ґілбі та Вільям Ґілбі. Авторські права на фільм належать компанії «Cinema Management Group». 10 грудня 2012 року кінокомпанія «Gateway Films» оголосила про початок зйомок фільму. Зйомки проходили в Лондоні, Манчестері, Маямі та Абу-Дабі.

## Відгуки про фільм
Фільм зазнав серйозної критики в перший тиждень показу, набравши всього лише 12% на сайті Rotten Tomatoes.
Звичайно були й хороші відгуки, Гаррі Голдстейн у Лос-Анджелес Таймс та Бен Кенігсберг у Нью-Йорк Таймс позитивно відгукнулись про фільм у своїх роботах.
В інтерв'ю газети Гардіан актор Вілл Поултер висловив свою зневагу та назвав фільм провалом.
В загалом фільм набрав 6.0 балів на сайті  Internet Movie Database, що є досить непогано, як для свого жанру.